# Гней Корнелий Лентул (консул 201 пр.н.е.)
Вижте пояснителната страница за други личности с името Гней Корнелий Лентул.
Гней Корнелий Лентул (на латински: Gnaeus Cornelius Lentulus; † 184 пр.н.е.) e римски сенатор, политик и военен.
През 217 пр.н.е. той става до края на живота си авгур. През 216 пр.н.е. участва като военен трибун в битката при Кана и успява да се върне в Рим. Там започва през 212 пр.н.е. като квестор в Лукания със своя cursus honorum. През 205 пр.н.е. той е с брат си Луций едил.
През 201 пр.н.е. Корнелий Лентул е избран за консул заедно с Публий Елий Пет. Това е към края на втората пуническа война. Той командва римската флота при Сицилия.
През 199 пр.н.е. Лентул е triumvir coloniae deducendae и е отговорен за възстановяването на град Нарния.
През 196/195 той е член на комисията на десетте, изпратена от сената до Гърция.